# Calendario internazionale femminile UCI 2013
Il calendario internazionale femminile UCI 2013 raggruppa le competizioni femminili di ciclismo su strada organizzate dall'Unione Ciclistica Internazionale.

## Gare

### Gennaio
| Data | Prova                | Cat. | Vincitrice   | Squadra       |
| ---- | -------------------- | ---- | ------------ | ------------- |
| 29-1 | Ladies Tour of Qatar | 2.1  | Kirsten Wild | Argos-Shimano |

### Febbraio
| Data  | Prova                                      | Cat. | Vincitrice       | Squadra               |
| ----- | ------------------------------------------ | ---- | ---------------- | --------------------- |
| 21-24 | Vuelta Internacional Femenina a Costa Rica | 2.2  | Inga Čilvinaitė  | Pasta Zara-Cogeas     |
| 23    | Omloop Het Nieuwsblad                      | 1.2  | Tiffany Cromwell | Orica-AIS             |
| 27    | Grand Prix de Oriente                      | 1.2  | Noemi Cantele    | BePink                |
| 27    | Le Samyn des Dames                         | 1.2  | Ellen van Dijk   | Specialized-Lululemon |
| 28-5  | Vuelta el Salvador                         | 2.1  | Noemi Cantele    | BePink                |

### Marzo
| Data | Prova                                    | Cat. | Vincitrice               | Squadra                     |
| ---- | ---------------------------------------- | ---- | ------------------------ | --------------------------- |
| 3    | Omloop van het Hageland - Tielt-Winge    | 1.2  | Emily Collins            | Wiggle-Honda                |
| 7    | Grand Prix GSB                           | 1.1  | Clemilda Fernandes       | Brasile                     |
| 7    | Drentse 8                                | 1.2  | Marianne Vos             | Rabobank Women Cycling Team |
| 8    | Grand Prix el Salvador                   | 1.2  | Silvia Valsecchi         | BePink                      |
| 9    | Boels Rental Ronde van Drenthe           | CDM  | Marianne Vos             | Rabobank Women Cycling Team |
| 10   | Novilon Euregio Cup                      | 1.2  | annullato                |                             |
| 13   | Campionati asiatici - Cronometro         | CC   | Enkhjargal Tuvshinjargal | Mongolia                    |
| 14   | Campionati oceaniani - Cronometro        | CC   | Taryn Heather            | Australia                   |
| 16   | Classica Città di Padova                 | 1.1  | Giorgia Bronzini         | Wiggle-Honda                |
| 16   | Campionati asiatici - In linea           | CC   | Mei Yu Hsiao             | Taipei cinese               |
| 16   | Campionati oceaniani - In linea          | CC   | Katrin Garfoot           | Australia                   |
| 17   | Cholet-Pays de Loire Dames               | 1.2  | Emma Johansson           | Orica-AIS                   |
| 24   | Trofeo Alfredo Binda-Comune di Cittiglio | CDM  | Elisa Longo Borghini     | Hitec Products UCK          |
| 31   | Giro delle Fiandre                       | CDM  | Marianne Vos             | Rabobank Women Cycling Team |

### Aprile
| Data  | Prova                                         | Cat. | Vincitrice       | Squadra                     |
| ----- | --------------------------------------------- | ---- | ---------------- | --------------------------- |
| 1     | Grand Prix de Dottignies                      | 1.2  | Vera Koedooder   | Sengers Ladies Cycling Team |
| 3-7   | Energiewacht Tour                             | 2.2  | Ellen van Dijk   | Specialized-Lululemon       |
| 8-10  | Women's Tour of Thailand                      | 2.2  | Thuy Dung Nguyen | Vietnam                     |
| 14    | Ronde van Gelderland                          | 1.2  | Kirsten Wild     | Argos-Shimano               |
| 17    | Freccia Vallone Femminile                     | CDM  | Marianne Vos     | Rabobank Women Cycling Team |
| 20    | EPZ Omloop van Borsele                        | 1.2  | Vera Koedooder   | Sengers Ladies Cycling Team |
| 22    | Dwars door de Westhoek                        | 1.1  | Jolien D'Hoore   | Lotto-Belisol Ladies        |
| 24-28 | Gracia-Orlová                                 | 2.2  | Ellen van Dijk   | Specialized-Lululemon       |
| 26-28 | Festival Lux. du Cyclisme Féminin Elsy Jacobs | 2.1  | Marianne Vos     | Rabobank Women Cycling Team |

### Maggio
| Data  | Prova                                | Cat. | Vincitrice        | Squadra                     |
| ----- | ------------------------------------ | ---- | ----------------- | --------------------------- |
| 1     | Campionati panamericani - Cronometro | CC   | Ingrid Drexel     | Messico                     |
| 4     | Knokke-Heist - Bredene               | 1.2  | Giorgia Bronzini  | Wiggle-Honda                |
| 4     | Campionati panamericani - In linea   | CC   | Arlenis Sierra    | Cuba                        |
| 8-10  | Tour of Chongming Island             | 2.1  | Annette Edmondson | Orica-AIS                   |
| 12    | Tour of Chongming Island World Cup   | CDM  | Tetjana Rjabčenko | Chirio-Forno d'Asolo        |
| 16-18 | Tour of Zhoushan Island              | 2.2  | Giorgia Bronzini  | Wiggle-Honda                |
| 17-22 | Tour Languedoc-Roussillon            | 2.2  | Emma Pooley       | Bigla Cycling               |
| 18    | Grand Prix Cycliste de Gatineau      | 1.1  | Shelley Olds      | Team Tibco-To the Top       |
| 20    | Chrono Gatineau                      | 1.1  | Carmen Small      | Specialized-Lululemon       |
| 24    | Boels Rental Hills Classic           | 1.2  | Ashleigh Moolman  | Lotto-Belisol Ladies        |
| 25    | Rabobank 7-Dorpenomloop van Aalburg  | 1.2  | Marianne Vos      | Rabobank Women Cycling Team |
| 26    | Gooik-Geraardsbergen-Gooik           | 1.2  | Emma Johansson    | Orica-AIS                   |

### Giugno
| Data  | Prova                                 | Cat. | Vincitrice          | Squadra                     |
| ----- | ------------------------------------- | ---- | ------------------- | --------------------------- |
| 2     | Philadelphia Cycling Classic          | 1.2  | Evelyn Stevens      | Specialized-Lululemon       |
| 4     | Grand Prix of Maykop                  | 1.2  | Natal'ja Bojarskaja | Russia                      |
| 4     | Durango-Durango Emakumeen Saria       | 1.2  | Marianne Vos        | Rabobank Women Cycling Team |
| 6-9   | Emakumeen Euskal Bira                 | 2.1  | Emma Johansson      | Orica-AIS                   |
| 6-9   | Tour of Adygeya                       | 2.2  | Natal'ja Bojarskaja | Russia                      |
| 15-16 | Giro del Trentino Alto Adige/Südtirol | 2.1  | Evelyn Stevens      | Specialized-Lululemon       |
| 16    | Golan I                               | 1.2  | annullato           |                             |
| 18    | Golan II                              | 1.2  | annullato           |                             |
| 21    | Golan III                             | 1.2  | annullato           |                             |
| 30-7  | Giro Rosa (2013)                      | 2.1  | Mara Abbott         | Stati Uniti                 |

### Luglio
| Data  | Prova                                         | Cat. | Vincitrice          | Squadra                     |
| ----- | --------------------------------------------- | ---- | ------------------- | --------------------------- |
| 4-7   | Tour de Feminin-O cenu Českého Švýcarska      | 2.2  | Amy Cure            | Australia                   |
| 11-14 | Tour de Bretagne Féminin                      | 2.2  | Audrey Cordon-Ragot | Vienne Futuroscope          |
| 15-21 | Internationale Thüringen Rundfahrt der Frauen | 2.1  | Emma Johansson      | Orica-AIS                   |
| 18    | Campionati europei - Cronometro               | CC   | Hanna Solovey       | Ucraina                     |
| 18-21 | Tour Féminin en Limousin                      | 2.2  | Katarzyna Pawłowska | GSD Gestion-Kallisto        |
| 20    | Campionati europei - Prova in linea           | CC   | Susanna Zorzi       | Italia                      |
| 28    | Sparkassen Giro                               | 1.1  | Christine Majerus   | Sengers Ladies Cycling Team |

### Agosto
| Data  | Prova                         | Cat. | Vincitrice            | Squadra                     |
| ----- | ----------------------------- | ---- | --------------------- | --------------------------- |
| 3     | Erondegemse Pijl (Erpe-Mere)  | 1.2  | Maaike Polspoel       | Sengers Ladies Cycling Team |
| 3-11  | Route de France               | 2.1  | Linda Villumsen       | Wiggle-Honda                |
| 16    | Open de Suède Vargarda TTT    | CDM  | Specialized-Lululemon | Specialized-Lululemon       |
| 18    | Open de Suède Vargarda        | CDM  | Marianne Vos          | Rabobank Women Cycling Team |
| 23-26 | Lotto Belisol Belgium Tour    | 2.2  | Ellen van Dijk        | Specialized-Lululemon       |
| 24-28 | Trophée d'Or féminin          | 2.2  | Marianne Vos          | Rabobank Women Cycling Team |
| 31    | Grand Prix de Plouay-Bretagne | CDM  | Marianne Vos          | Rabobank Women Cycling Team |

### Settembre
| Data  | Prova                                            | Cat. | Vincitrice                 | Squadra                                 |
| ----- | ------------------------------------------------ | ---- | -------------------------- | --------------------------------------- |
| 2-7   | Tour Cycliste Féminin International de l'Ardèche | 2.2  | Tat'jana Antošina          | MCipollini-Giambenini                   |
| 3-8   | Boels Rental Ladies Tour                         | 2.1  | Ellen van Dijk             | Specialized-Lululemon                   |
| 13-15 | Premondiale Giro Toscana - Memorial Fanini       | 2.HC | Claudia Häusler            | Team Tibco-To the Top                   |
| 15    | Chrono Champenois - Trophée Européen             | 1.1  | Ellen van Dijk             | Specialized-Lululemon                   |
| 22    | Campionati del mondo - Cronometro a squadre      | CM   | Team Specialized-Lululemon | Team Specialized-Lululemon              |
| 24    | Campionati del mondo - Cronometro                | CM   | Ellen van Dijk             | Paesi Bassi/Specialized-Lululemon       |
| 28    | Campionati del mondo - In linea                  | CM   | Marianne Vos               | Paesi Bassi/Rabobank Women Cycling Team |
| 29    | Gran Premio Comune di Cornaredo                  | 1.2  | annullato                  | annullato                               |

### Ottobre
| Data | Prova              | Cat. | Vincitrice    | Squadra |
| ---- | ------------------ | ---- | ------------- | ------- |
| 21   | Chrono des Nations | 1.1  | Hanna Solovey | Ucraina |

### Novembre
| Data | Prova                       | Cat. | Vincitrice | Squadra   |
| ---- | --------------------------- | ---- | ---------- | --------- |
| 1-3  | Giro Feminino de Ciclismo   | 2.2  | annullato  | annullato |
| 5    | Memorial Bruno Caloi        | 1.2  | annullato  | annullato |
| 8-10 | Volta Feminina da República | 2.2  | annullato  | annullato |

## Classifiche
Classifiche finali.
| Pos. | Corridore            | Squadra      | Punti    |
| ---- | -------------------- | ------------ | -------- |
| 1    | Emma Johansson       | Orica-AIS    | 1 388    |
| 2    | Marianne Vos         | Rabobank     | 1 296,75 |
| 3    | Ellen van Dijk       | Specialized  | 924      |
| 4    | Giorgia Bronzini     | Wiggle-Honda | 614      |
| 5    | Anna van der Breggen | Sengers      | 540,5    |
| 6    | Elisa Longo Borghini | Hitec        | 531,58   |
| 7    | Evelyn Stevens       | Specialized  | 527      |
| 8    | Kirsten Wild         | Argos        | 370      |
| 9    | Tat'jana Antošina    | MCipollini   | 361      |
| 10   | Rossella Ratto       | Hitec        | 336,08   |

| Pos. | Squadra                     | Punti    |
| ---- | --------------------------- | -------- |
| 1    | Orica-AIS                   | 1 998,5  |
| 2    | Rabobank Women              | 1 948,75 |
| 3    | Team Specialized-Lululemon  | 1 932    |
| 4    | Hitec Products UCK          | 1 171,74 |
| 5    | Wiggle-Honda                | 1 060    |
| 6    | Sengers Ladies Cycling Team | 1 011,5  |
| 7    | MCipollini-Giordana         | 929      |
| 8    | Team Tibco-To the Top       | 720      |
| 9    | BePink                      | 709      |
| 10   | Team Argos-Shimano          | 673      |

| Pos. | Nazione       | Punti    |
| ---- | ------------- | -------- |
| 1    | Paesi Bassi   | 3 442,5  |
| 2    | Italia        | 2 069,66 |
| 3    | Svezia        | 1 523,5  |
| 4    | Stati Uniti   | 1 284,25 |
| 5    | Australia     | 921,75   |
| 6    | Germania      | 857,5    |
| 7    | Russia        | 821      |
| 8    | Regno Unito   | 555      |
| 9    | Belgio        | 490,5    |
| 10   | Nuova Zelanda | 450,5    |